# Nachterstedt
Nachterstedt – dzielnica miasta Seeland w Niemczech, w kraju związkowym Saksonia-Anhalt w powiecie Salzland.
Do 14 lipca 2009 Nachterstedt było samodzelną gminą należącą do wspólnoty administracyjnej Seeland.

## Komunikacja
W dzielnicy znajduje się zjazd z drogi krajowej B6 do Hoym.